# Alberto Tenenti
Alberto Tenenti (* 5. Juni 1924 in Viareggio; † 11. November 2002 in Paris) war ein italienischer Historiker. Er war einer der bedeutendsten italienischen bzw. französischen Wissenschaftler seines Faches. Tenenti befasste sich bereits Anfang der 1950er Jahre mit der Geschichte des Todes, dann mit der Geschichte italienischer Städte, wie Florenz oder Venedig, um mehrere Synthesen zu schaffen. Dabei überließ er seinem Kollegen Ruggiero Romano, der, wie er, nach Paris zur Annales-Schule wechselte, den Schwerpunkt Wirtschaftsgeschichte.

## Leben und Werk
Alberto Tenenti besuchte in Viareggio das Liceo „G. Carducci“. Seine Interessen galten der Geschichte und Philosophie, der Literatur und der Kunst. 1942 begann er sein Studium an der Scuola Normale Superiore di Pisa, im Studienjahr 1945/46 beendete er sein Studium an der Università di Pisa mit einer Dissertation über Diderot bei Cesare Luporini. 1947 ging er für seine Studien zur Aufklärung und zur Vertiefung seiner Arbeit über Diderot nach Paris. Hier, unter dem Einfluss von Lucien Febvre und Fernand Braudel konzentrierte er sich endgültig auf die Geschichtswissenschaften. 
Als er 1953 nach Italien zurückkehrte, arbeitete er zunächst als Archivar in Venedig und in Brescia. Doch die Arbeiten seiner Lehrer in Paris und der Annales-Schule zogen Tenenti 1957 nach Paris. Dort traf er auf Ruggiero Romano, dem es ähnlich erging. Tenenti wurde zum chef de travaux in der Sektion Sciences Économiques et Sociales der École des Hautes Études en Sciences Sociales; 1965 wurde er ihr Direktor. Ab 1966/67 hielt er jedes Jahr einen Kurs über die Histoire Sociale des Cultures Européennes ab. Schließlich nahm er die französische Staatsbürgerschaft an. In Italien wurde er Mitglied der Accademia dei Lincei. 1980 wurde er zum korrespondierenden Mitglied der British Academy gewählt. Er war mit einer Historikerin verheiratet.
Schon 1957 trat er mit einer Arbeit zur Thanatologie unter dem Titel Il senso della morte e l’amore della vita nel Rinascimento hervor. Zu seinen herausragenden Werken zählt L’Italia del Quattrocento (Italien im 15. Jahrhundert), Dalle rivolte alle rivoluzioni, Firenze dal Comune a Lorenzo il Magnifico, La vita e la morte attraverso l’arte del XV Secolo, Venezia e il senso del mare und Venezia e i pirati. 1967 erschien seine Untersuchung zu den Piraten unter dem Titel Piracy and the Decline of Venice, 1580–1615 auf Englisch. Schließlich brachte er 1990 mit L’età moderna: XVI-XVIII secolo bei Il Mulino ein summarisches Werk heraus. In Deutschland wurde Tenenti 1967 im Rahmen der Fischer Weltgeschichte mit dem Titel des Bandes Die Grundlegung der modernen Welt: Spätmittelalter, Renaissance, Reformation bekannt. Ab 1992 gab er zusammen mit Ugo Tucci die Storia di Venezia heraus.
Insgesamt verfasste Tenenti mehr als 400 Werke, vermied es jedoch, so gut dies möglich war, zu viel Aufhebens um seine Person zu machen. Theatralik, so Jacques LeGoff, war ihm fremd.

## Werke (Auswahl)
- Ars moriendi. Quelques notes sur le problème de la mort à la fin du XVe siècle, in: Annales. Èconomie, Société, Culture VI (1951) 433-446.
- La vie et la mort à travers l’art du XVe siècle, Cahiers des Annales, 8, Armand Colin, Paris 1952.
- Il senso delia morte e l’amore della vita nel Rinascimento (Francia e Italia), Einaudi, Turin 1957.
- Naufrages, corsaires et assurances maritimes a Venise (1592–1609), 1959.
- Cristoforo da Canal: La marine vénitienne avant Lépante, Paris 1962.
- mit Ruggiero Romano: Die Grundlegung der modernen Welt. Spätmittelalter, Renaissance, Reformation, Fischer Weltgeschichte Bd. 12, Frankfurt a. M. 1967 (italienische Ausgabe: Alle origini del mondo moderno, 1350–1550, Feltrinelli, 1967).
- L’età moderna: XVI-XVIII secolo, Il Mulino, 1990.
- Sovranitä e ragion di stato nell’Italia del secondo Cinquecento, in: Studi Veneziani nuova serie 39 (2000) 97–112.